# Gurania cogniauxiana
Gurania cogniauxiana är en gurkväxtart som beskrevs av José Demetrio Rodríguez. Gurania cogniauxiana ingår i släktet Gurania och familjen gurkväxter. Inga underarter finns listade i Catalogue of Life.